# Górażdże
Górażdże est une localité polonaise de la gmina de Gogolin, située dans le powiat de Krapkowice en voïvodie d'Opole.